# Dwellers of a Sandcastle
『Dwellers of a Sandcastle』（ドゥウェラーズ・オブ・ア・サンドキャッスル）は、La'cryma Christiの2枚目のミニ・アルバム。1996年7月22日にトイズファクトリーから発売。
本項では再レコーディング前のアルバム『Warm Snow』（1996年2月4日）、シングル「Siam's Eye」（1994年10月7日）とダブルパック仕様で2010年1月1日に再発売された『Warm Snow＋Siam's Eye』についても取り扱う。

## Dwellers of a Sandcastle

### 概説
『Dwellers of a Sandcastle』は、アルバム『Warm Snow』が完売した後、その再レコーディングで3万枚限定で発売されたアルバム。
『Warm Snow』と比べ、「Forest」の歌詞に一部変更があるが、再レコーディングされている点、編曲者以外に変更点は無い。

### 収録曲
- 作詞:TAKA（特記以外）
- 全編曲:La'cryma Christi,奈良敏博

1. Warm Snow　（5:28）
  - 作曲:HIRO,SHUSE
2. Forest　（5:22）
  - 作曲:HIRO
  - 後にシングルカット。
3. A.S.I.A　（6:06）
  - 作曲:HIRO
4. カリブで生まれた月　（7:02）
  - 作詞:TAKA,SHUSE
  - 作曲:SHUSE
5. Poison Rain　（4:57）
  - 作曲:SHUSE,HIRO,KOJI
  - 「Forest」のc/wとしてリカット。

### 収録作品
- Warm Snow
  - GREATEST-HITS
- Forest
  - Forest
  - GREATEST-HITS
  - Sound & Vision THE SINGLES + Selection from Live “DECADE”
  - La'cryma Christi Singles + Clips
- Poison Rain
  - Forest
  - La'cryma Christi Singles + Clips

## Warm Snow
『Warm Snow』（ウォーム・スノウ）は、La'cryma Christi初のミニ・アルバム。1996年2月4日発売。

### 解説
15000枚限定でのリリースで、発売から2か月ほどで完売した。

### 収録曲
- 特記以外作詞:TAKA
- 全編曲:La'cryma Christi

1. Warm Snow　（6:32）
  - 作曲:HIRO,SHUSE
2. Forest　（5:27）
  - 作曲:HIRO
3. A.S.I.A　（6:01）
  - 作曲:HIRO
4. カリブで生まれた月　（7:07）
  - 作詞:TAKA,SHUSE　作曲:SHUSE
5. Poison Rain　（4:48）
  - 作曲:SHUSE,HIRO,KOJI

## Warm Snow＋Siam's Eye
『Warm Snow＋Siam's Eye』（ウォーム・スノー・プラス・シャムズ・アイ）は、La'cryma Christiのコンピレーション・アルバム。2010年1月1日発売。

### 解説
2009年の再結成を記念し、2010年1月1日に、『Dwellers of a Sandcastle』から『&・U』までの作品にデジタルリマスタリングを施し、紙ジャケット仕様で再発売の際に、本作もシングル「Siam's Eye」と共にデジタルリマスタリングを施し、ダブルパック仕様で今回再発売。
「Siam's Eye」はジャケット・音源が3rdプレス以降のものが使用され、8センチCD盤で復刻された。

### 収録曲

#### DISC 1 (Warm snow)
| #         | タイトル               | 作詞  | 作曲・編曲 | 時間 |
| --------- | ---------------------- | ----- | ---------- | ---- |
| 1.        | 「Warm snow」          |       |            | 6:32 |
| 2.        | 「Forest」             |       |            | 5:27 |
| 3.        | 「A.S.I.A.」           |       |            | 6:01 |
| 4.        | 「カリブで生まれた月」 |       |            | 7:07 |
| 5.        | 「POISON RAIN」        |       |            | 4:48 |
| 合計時間: | 合計時間:              | 29:55 |            |      |

#### DISC 2 (Siam's Eye)
| #         | タイトル         | 作詞  | 作曲・編曲 | 時間 |
| --------- | ---------------- | ----- | ---------- | ---- |
| 1.        | 「S.E.A.」       |       |            | 4:51 |
| 2.        | 「Siam's Eye」   |       |            | 7:05 |
| 3.        | 「White Period」 |       |            | 5:06 |
| 合計時間: | 合計時間:        | 17:02 |            |      |